# Exocarpos nanus
Exocarpos nanus är en sandelträdsväxtart som beskrevs av Joseph Dalton Hooker. Exocarpos nanus ingår i släktet Exocarpos och familjen sandelträdsväxter. Inga underarter finns listade i Catalogue of Life.